# Malcolm Goldstein
Malcolm Goldstein (New York, 27 marzo 1936) è un violinista statunitense.

## Libri
- Hardscrabble Songs
- Malcolm Goldstein Peter Niklas Wilson Monsun
- Sounding the New Violin
- The Seasons: Vermont, 1982
- d'c 2 – Goldstein plays Goldstein, Dacapo, Bremen, 1993
- Live at fire in the valley, 1997
- Along the Way, duo improvisation with Liu Fang, 2010